# Jan Emiel Daele
Jan Emiel Daele (Gent, 12 april 1942 – aldaar, 14 februari 1978) was een Vlaams romanschrijver, essayist en dichter.

## Levensloop
Daele groeide op in een deelgemeente van Gent, Sint-Amandsberg, in een gezin met twee zussen en een broer. Hij ging naar de Heilig Hartschool in zijn woonplaats en begon zijn middelbareschooltijd aan het Sint-Lievencollege in Gent. Nadat hij een ernstig brommerongeluk had gekregen waarbij hij een dubbele schedelbreuk had opgelopen, vervolgde hij zijn schoolloopbaan aan het Koninklijk Atheneum in Gent. Hierna volgde hij een lerarenopleiding Nederlands-Engels en Duits aan de Gentse Rijksnormaalschool, waar hij in 1964 slaagde met het diploma letterkundig regent. Hierna gaf hij les in Gent en omstreken als studiemeester. Van januari tot juni 1968 was hij studiemeester aan de Rijksnormaalschool. Het onderwijs lag hem echter niet en hij ging weer studeren, ditmaal aan de Rijksuniversiteit Gent. Hij promoveerde tot licentiaat kunstgeschiedenis (1972) en licentiaat pers- en communicatiewetenschappen (1974). Hij begon ook aan een doctoraat over het gebruik van woordcollages in de twintigste-eeuwse schilderkunst.
Ondertussen was Daele al tijdens zijn studies literair actief. Samen met enkele vrienden richtte hij aan de Rijksnormaalschool het literair tijdschrift Yang op. Hij werkte ook mee aan de tijdschriften Boemerang en Mep. In 1966 stichtte hij daele, dat in 1968 met Mep fusioneerde tot Totems. Als kunsthistoricus werkte hij mee aan Ons Erfdeel, de De Vlaamse Gids en het Nieuw Vlaams Tijdschrift. Hij werd secretaris van de Vereniging van Vlaamse Letterkundigen (VVL) en zette zich in voor de rechten van auteurs. Hij werd ook secretaris van de Vlaamse PEN-club.
Zijn literair debuut maakte hij in 1969 met Een Placenta, een herwerking van Verloren Nachtboekbladen, een roman waarvan fragmenten in daele gepubliceerd werden. In 1971 verscheen zijn tweede roman Lieve Oma en in 1974 en 1975 respectievelijk De achtervolgers en De moedergodinnen. Hij schreef reisverhalen zoals Lourdes Terminus (1971) en Vadu (1971). In 1977 publiceerde hij zijn bekendste roman: Je onbekende vader, waarin hij op zoek ging naar het oorlogsverleden van zijn collaborerende vader. De roman werd bekroond met de Prijs voor Nederlandse literatuur (proza) van de stad Gent.
Daele schreef ook poëzie. In 1969 verscheen zijn eerste bundel, Eros, negen gedichten gecombineerd met tien lithografieën van Dees De Bruyne. In 1971 volgde de bundel Erotische gedichten.
Hij was ook de auteur van journalistieke reportages, zoals Strijd in de wielersport of: een inleiding tot betere kennis over doping en uitbuiting in de Westeuropese wielersport na de Tweede Wereldoorlog (1970) en De dood van Jempi (1972). Hij schreef verder nog literair-kritische studies, onder andere over Achilles Mussche (1972) en Ward Ruyslinck (1975).

## Privé
In 1965 trouwde hij voor de eerste maal en ging met zijn vrouw wonen in een bouwvallige hofstede in de Leeuwerikstraat in De Pinte. In 1967 kreeg hij een dochter maar vier laar later volgde een echtscheiding. In 1973 trad hij voor een tweede maal in het huwelijk en ging met zijn tweede vrouw wonen in Drongen in de Kerkstraat. Twee jaar later kregen ze een zoon. Daele hunkerde naar erkenning en waardering. Hij meende die te hebben gevonden in de loge 'Pieter de Zuttere' van de Grootloge van België, tot hij concludeerde dat zijn vrouw een relatie zou zijn aangegaan met de achtbare meester van zijn loge en ze aanstalten maakte om hem te verlaten. Op 14 februari 1978 trok Daele hieruit zijn conclusies laadde zijn pistool met zes kogels en schoot met vijf er van eerst zijn vrouw dood. Daarop beroofde hij zichzelf met de zesde kogel van het leven. Uit nagelaten brieven bleek dat hij de moord op zijn vrouw en zelfmoord al een hele tijd had gepland. Hij ligt begraven op het Campo Santo (Sint-Amandsberg).

## Publicaties
- Verloren nachtboekbladen (verhalen), Aalst, Uitg. Ten Berg, 1967.
- Een Placenta (roman), Brussel, Manteau, 1969.
- Eros (poëzie), Gent, 1969.
- Strijd in de wielersport (non-fictie), De Pinte, 1970.
- Lourdes Terminus (reisverhaal), Antwerpen, De Sikkel, 1971.
- Lieve oma (roman), Brussel, Manteau, 1971.
- Erotische gedichten (poëzie), Gent, De Steenbok, 1971.
- De dood van Jempi (non-fictie), 1972
- De achtervolgers (roman), Brussel, Manteau, 1973
- De moedergodinnen (roman), Brussel, Manteau, 1975
- Je onbekende vader (roman), Brussel, Manteau, 1977.

## Archief
- Archief van Jan Emiel Daele in het Letterenhuis.

Enkele dagen voor zijn fatale daden, stuurde Daele een pak archiefstukken, enerzijds naar de directeur van uitgeverij Manteau, Julien Weverbergh, anderzijds naar de directeur van het Letterenhuis, Ludo Simons. Deze documenten berusten nu in het Letterenhuis en zijn er raadpleegbaar. Het gaat hoofdzakelijk om handschriften van zijn werken, brieven van en naar hem, en foto's.